# Родригес, Оскар (велогонщик)
Оскар Родригес Гарайкоэчеа (исп. Óscar Rodríguez Garaicoechea); (род. 6 мая 1995, Бурлада) — испанский профессиональный шоссейный велогонщик, выступающий с 2020 года за команду мирового тура «Astana Pro Team».

## Карьера
Оскар Родригес в 2017-2019 выступал за испанскую  проконтинентальную  команду Euskadi Basque Country-Murias.  
В 2018 году  выиграл этап Вуэльта Испании 2018, завоевал майку лучшего горного гонщика Тура Альп и занял 3-е место в индивидуальной гонке на этапе Волта Алентежу. В  сезоне 2019 года выиграл горный зачёт Рут д’Окситания, финишировал вторым в общем зачёте Вуэльта Бургоса, стал 7-м в «разделке» на чемпионате Испании и на однодневной гонке Тур Финистера, занял 8-е место на однодневной гонке Челлендж Мон-Ванту (Mont Ventoux Dénivelé Challenges) и был 9-м в общем зачёте Вуэльта Мурсии.

## Достижения
2016
1-й Mémorial Aitor Bugallo (юниоры)
1-й Premio San Pedro
1-й Вуэльта Паленсии U23 — Генеральная классификация
1-й San Bartolomé Saria U23
1-й Oñati Proba U23
2018
1-й — Этап 13 Вуэльта Испании
1-й  Тур Альп — Горная классификация
2019
2-й Вуэльта Бургоса — Генеральная классификация
1-й  Рут д’Окситания — Горная классификация
7-й Чемпионат Испании — Индивидуальная гонка
7-й Тур Финистера
8-й Mont Ventoux Dénivelé Challenges
9-й Вуэльта Мурсии — Генеральная классификация

## Статистика выступлений

### Гранд-туры
| Гранд-тур       | 2018 | 2019 |
| --------------- | ---- | ---- |
| Джиро д’Италия  | —    | —    |
| Тур де Франс    | —    | —    |
| Вуэльта Испании | 51   | 22   |

| —  | Не участвовал  |
| НФ | Не финишировал |